# Risdon Cove

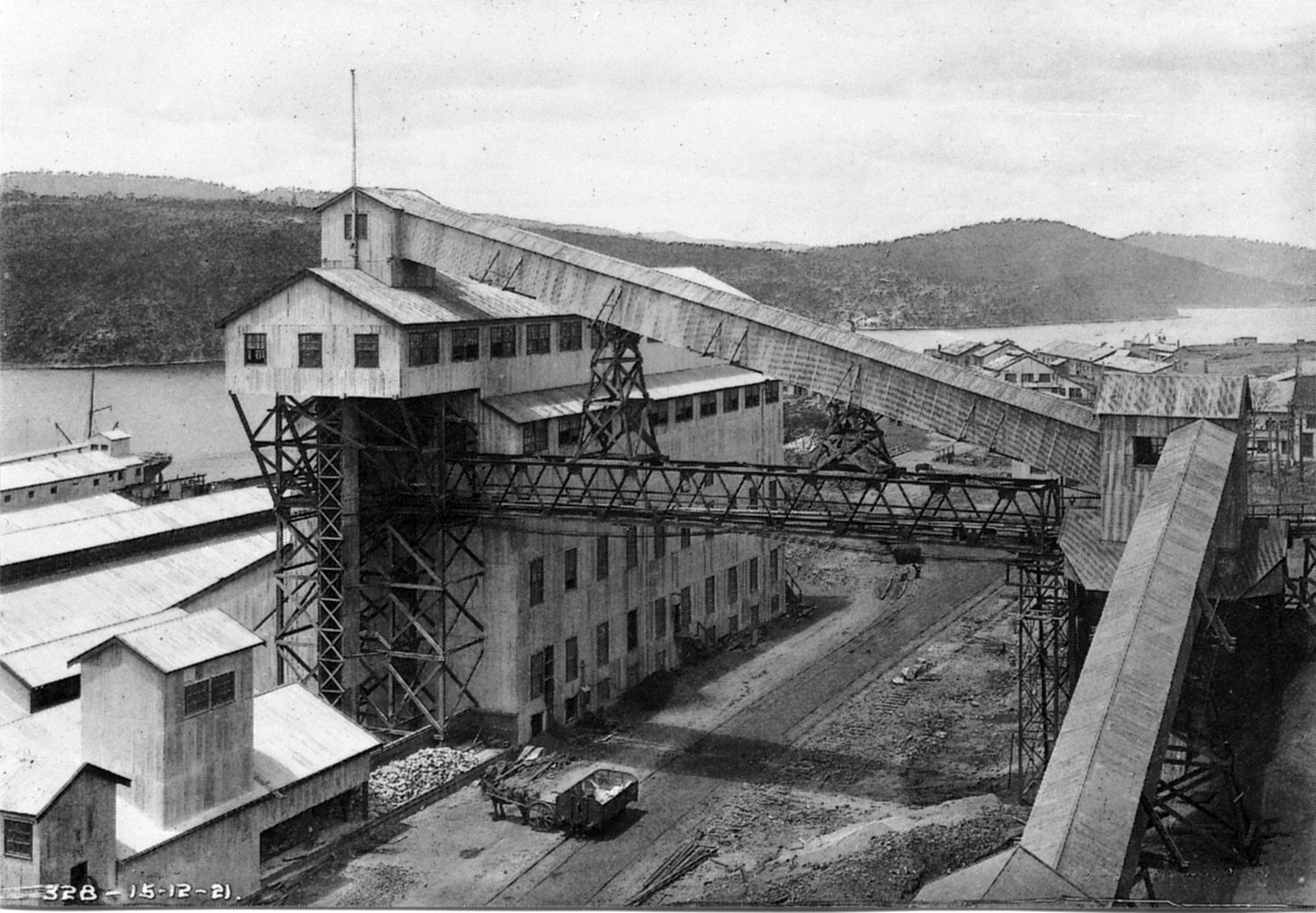
Electrolytic Zinc Company in Risdon Cove am Derwent, 1921

Risdon Cove am Derwent war der Ort der ersten europäischen Besiedlung in Van-Diemens-Land, dem heutigen Tasmanien.
Im Jahr 1803 wurde Lieutenant John Bowen vom Gouverneur von New South Wales ausgesandt, um eine Siedlung auf Tasmanien zu etablieren. Die Lady Nelson erreichte Risdon Cove am 9. September 1803 mit den für die Gründung der geplanten Siedlung erforderlichen Männern, Frauen, Gütern und Vorräten an Bord, bevor Bowen auf der Albion dort am 12. September eintraf.
Ein Jahr später, 1804, erreichte Lieutenant Colonel David Collins in Begleitung von Militärs und Sträflingen von Port Phillip aus den Derwent. Innerhalb weniger Tage gab er Risdon Cove auf und erwog eine neue Siedlung am gegenüberliegenden Flussufer, in der Sullivans Cove. Am 20. Februar ging er aber in der Nähe von Hunter Island an Land und gründete das heutige Hobart.